# South Beacon
South Beacon (englisch für Südliches Leuchtfeuer) ist ein 2210 m hoher Berg im ostantarktischen Viktorialand. Im südlichen Teil der Beacon Heights in den Quartermain Mountains ragt er aus einem wuchtigen und abgeflachten Gebirgskamm je 2,5 km südlich des West Beacon bzw. südwestlich des East Beacon auf.
Das New Zealand Antarctic Place-Names Committee benannte ihn im Zuge zwischen 1980 und 1981 hier durchgeführter geologischer Arbeiten.